# Brabirodes cerevia
Brabirodes cerevia är en fjärilsart som beskrevs av Druce 1893. Brabirodes cerevia ingår i släktet Brabirodes och familjen mätare. Inga underarter finns listade i Catalogue of Life.